# Düne Stahlberg II
Die Düne Stahlberg II ist ein Naturdenkmal am Nordrand der Gemarkung Darmstadt.

## Geomorphologie
Die Düne Stahlberg II ist als Binnendüne der Rest einer Flugsanddüne.
Die Düne wurde am Ende der Weichseleiszeit im kalten Tundrenklima durch Sandaufwehungen aus pleistozänem Flugsand gebildet.

## Flora
Die Düne ist zum größten Teil mit Eichen-Kiefernwald bewachsen, auf der Westseite befindet sich ein xerothermer Steppenrasen mit zahlreichen submediterranen Arten, die zum Teil als gefährdet gelten:
- Kugelköpfiger Lauch
- Ohrlöffel-Leimkraut
- Pfiemengras
- Steppen-Wolfsmilch

## Naturdenkmal
Seit 1954 ist die Düne ein Naturdenkmal.
Schutzgrund ist die Erhaltung der Düne und der dort befindlichen charakteristischen xerothermen Biozönosen.
Auf dem Areal sind zahlreiche Pflanzenarten vorhanden, die geschützt, schützenswert oder gefährdet sind. Das Naturdenkmal Düne Stahlberg I ist nur ein kurzes Stück entfernt.

## Toponyme
- 1537: Am staelberge
- 1566: am staalberg
- 1610: Stalberg
- 1751: Stahlberg
- 19. Jahrhundert: Der Stahlberg
- 20. Jahrhundert: Stahlberg
- kopial 21. Jahrhundert[1]

## Etymologie
Der Name Stahlberg ist wahrscheinlich von dem mnd. Wort stal/staal abgeleitet worden, was so viel wie der „Ort der Ruhe“ bedeutet.
Eine andere Theorie geht von dem lat. Wort stabulum aus, was so viel wie „Standort, Stelle“ bedeutet.
Eine Notiz in der Arheilger Kirchenrechnung von 1566 bezeichnet den Stahlberg als „Zentgerichtsstätte“.